# Entimema
Un entimema és un tipus del sil·logisme abreujat del qual es deriva una conclusió a partir d'una única premissa. És clar que el significat del terme, des que Aristòtil el formulés per primera vegada als Analítics Primers (referint-se a quelcom així com un argument probable), ha estat un vocable atípic i desconcertant durant la resta de la tradició Occidental. Aristòtil el definia com a raonament a partir de la versemblança dels termes o signes que emprava l’argument (Analítics Primers, II 27, 70a10). És clar que al final de la seva obra, i fora de l'Organon (el que avui es considera el seu compendi lògic), concretament a la Retòrica (1 I, 13 55 a 6 seg.), trobem una altra definició d’entimema, definit com “el sil·logisme retòric”.
Etimològicament, el terme prové de -en thymôi- (fruit de consideracions subjectives). Ara bé, cap d’aquests tres significats esmenats és l’habitual. Generalment, quan es parla d’entimema, la tradició lògica (i la majoria de diccionaris) es refereixen al tipus d’argument en el que s'ha omès una de les premisses i se n’ha derivat directament la conclusió, tot donant-la per descomptat, així com aquell argument basat en la derivació d’una proposició a partir d'una altra (en forma de condicional, d’implicació o de conseqüència).